# SDF-1 Macross
SDF-1 Macross es el nombre que recibe una enorme nave espacial ficticia, que tiene la particularidad de poder ser trasformada en un robot gigante y que apareció en un principio en la animación japonesa The Super Dimension Fortress Macross (y posteriormente en su adaptación Robotech). Esta nave fue diseñada por el artista visual y diseñador de mechas japonés Kazutaka Miyatake a principios de los años 1980. 
El nombre SDF (Fortaleza Super Dimensional) hace referencia a una serie de fortalezas espaciales capaces de hacer viajes hiperespaciales o subespaciales a través de movimientos más rápidos que la luz.

## SDF-1 según Macross (1982)
En la serie original de Macross, la SDF-1 Macross es la nave insignia de las Naciones Unidas. Gunsight One es la señal de llamada para el puente de la SDF-1. La tripulación del puente incluye al capitán Bruno J. Global (Henry Gloval en Robotech), Jefe Oficial Táctico Misa Hayase (Lisa Hayes, quien es promovido a director ejecutivo en Robotech) y Jefe de Armamento Oficial Claudia LaSalle (Claudia Grant en Robotech). Los tres últimos miembros de la tripulación del puente son Kim Kabirov, Milliome Shammy y Vanessa Laird (Kim Young, Sammy Porter, Vanessa Leeds y en Robotech, también conocidas como las «Conejitas del Puente»).

### Origen
La nave era originalmente un destructor/cañonero que pertenecía a un facción alienígena llamada Ejército de Supervisión. Tras haber sido dañada en una batalla contra sus enemigos desde hace mucho tiempo, la tripulación original abandonó la nave y esta vagó por el espacio durante algún tiempo antes de estrellarse en la Tierra. La ONU le dio el nombre de Alien Star Ship 1 (ASS-1) cuando fue descubierta. La llegada de la ASS-1 provoca la «Guerra de las Naciones Unidas», pues motiva un movimiento para unir a la Tierra de las Naciones Unidas bajo un gobierno controlado militarmente. Esta guerra resulta sangrienta y dura la mayor parte de la primera década del nuevo milenio. En el transcurso de esa década, la ASS-1 es reconstruida en la isla donde se estrelló y renombrada SDF-1 Macross (un término acuñado a partir del prefijo «macro» que implica su gran tamaño). Los angloparlantes han extrapolado el -ss «sufijo que significa nave espacial (space ship)» pero esto no es una explicación oficial de los creadores japoneses. El «SS» en realidad se originó de «-su» en la pronunciación japonesa («makurosu»), que a su vez se deriva de la pronunciación japonesa de Macbeth («makubesu»), un nombre preproducción que uno de los productores del programa, un admirador de Shakespeare, sugirió inicialmente. El nombre de «Macross» fue agregado de compromiso.

### Diferencias con Robotech
En el último episodio de la serie, la Macross es el objetivo de un asalto kamikaze dirigido por el capitán zentradi Quamzin Kravshera (Khyron en Robotech). Su asalto no la destruye por completo, pero provoca averías graves (incluyendo la pérdida de su cañón principal y la nave de asalto Dédalo). La nave es reparada y reacondicionada para volver al servicio como sede de la ONU. La falta de Daedalus y el resto de Prometeo se sustituyen por un par de DMAE de transporte. La tripulación del puente también sobrevive casi intacta (en la historia Robotech mueren todos salvo Lisa Hayes) y Ciudad Macross sigue siendo una próspera metrópolis.
En The Super Dimension Fortress Macross: Do You Remember Love? (La adaptación de película de animación 1984 de la serie original), la SDF-1 era una nave de la rama femenina de los Zentradi (Meltlandi), del tipo destructor armado con cañones pesados, que se estrella en la Tierra después de ser perseguido por los Zentradi masculinos. Siendo que Zentradis y Meltlandis han estado en guerra durante cientos de miles de años, su presencia en la Tierra después de haber sido reconstruida causa que una flota Zentraedi destruya la superficie del mundo tan pronto como se la descubre, en algún momento antes del comienzo de la película. Las transposiciones de Macross SDF-1 de la Tierra al igual que el ataque Zentraedi no son mostrados en la película, ya que esta comienza con el viaje de vuelta al planeta para investigar lo sucedido. Los eventos antes de la película se muestran en nuevas imágenes creado para un videojuego basado en la adaptación cinematográfica de la venta en Japón a finales de 1990. La versión de la película la nave SDF-1 también tenía DMAE tipo «portaaviones espacial» unidas a la nave principal en el momento de su construcción, a diferencia de la serie de televisión donde los DMAE esperaban en órbita baja para unirse tras el despegue de la nave. Su destrucción por parte de los zentradis lleva a la recuperación del Dedalus y el Prometheus como sustitutos temporales.

## SDF-1 según Robotech (1985)
En el universo ficticio de Robotech, el SDF-1 corresponde a una nave de combate y transporte de enormes proporciones.
Su particularidad es que en su interior se encuentra una matriz de protocultura, la cual será la causa del ataque Zentraedi.

### Historia según Robotech
Los restos de lo que sería el SDF-1 cayeron en el Pacífico Sur en 1999. Correspondían a una nave alienígena, construida por Zor, el creador de la robotecnología. 
Con esta nueva tecnología, los humanos fueron capaces de construir los primeros Destroids y Veritech.
La reconstrucción del SDF-1 tardó 10 años. Algunas modificaciones al diseño original fueron las adiciones de los barcos de guerra Dédalo y Prometeo a su estructura. 
Tendría una gran participación durante la Primera Guerra Robotech, siendo finalmente destruido, junto al SDF-2, en un ataque suicida cometido por el zentraedi Khyron (Carlos Castillo).
Después de su destrucción, sus restos, así como los del SDF-2 (que se encontraba a medio construir) fueron enterrados para evitar la contaminación radiactiva consecuencia del accidente.
Años más tarde, los Maestros Robotech llegan al planeta Tierra a buscar la matriz de protocultura que ha sido enterrada con los restos de la malograda nave.
Durante la Tercera Guerra Robotech, el lugar que guarda los restos del SDF-1 paso a llamarse Punto Reflex.